# Esther Eva Verkaaik
Esther Eva Verkaaik (1971) is een Nederlandse actrice.

## Carrière
Ze was lid van theatergroep Golden Palace, en stond op de bühne naast Jaap Spijkers in de Koersk Monologen. Voor tv speelde ze de vrouw van Bob Fosko in de voetbalkomedie Piet Kluit, een man met ballen. Ook was Verkaaik te zien met (terugkerende) rollen in diverse tv-series als Van Speijk voor Talpa, Fok jou! voor de NPS en de soap-serie Onderweg naar Morgen. Op het witte doek was ze te zien in diverse films van Edwin Brienen. Voor haar rol als terrorist in Brienens debuutfilm Terrorama! won ze de 'Best actress' award op het Toronto Independent film festival in 2002. Het bekendst is Verkaaik echter als hysterische tourmanager van de Friese band De Kast, met wie zij in diverse Postbank-commercials te zien was.

## Filmografie (selectie)
- 2009: Piet Kluit, een man met ballen - Regie: Benjamin Landshoff
- 2007: Van Speijk
- 2007: I'd Like to Die a Thousand Times - Regie: Edwin Brienen
- 2007: Fok jou! (televisie)
- 2006: Last Performance - Regie: Edwin Brienen
- 2004: Both Ends Burning - Regie: Edwin Brienen
- 2003: Lebenspornografie - Regie: Edwin Brienen
- 2001: Novellen: Blackout (tv-film)
- 2001: Terrorama! - Regie: Edwin Brienen
- 1999: Onderweg naar Morgen (televisie)

## Theater (selectie)
- 2006: Rood, zwart en onwetend (Pangea)
- 2007: SiSiSi (Golden Palace)
- 2007: Contact (Golden Palace)
- 2007: 24P (Joe Weston Studio)
- 2006: Vuur in de sneeuw (Zeenzucht)
- 2004: Koerskmonologen 2: de vrouwen van Moermansk (independent)
- 2003: Koerskmonologen (independent)
- 2001: Feest! (Golden Palace)
- 2001: The Washing Room (Veem Theater)